# Turuntajewo (obwód tomski)
Turuntajewo (ros. Турунтаево) – wieś (sieło) w Rosji, w obwodzie tomskim, w rejonie tomskim. W 2010 liczyła 1007 mieszkańców.